# L'Ombre de l'eunuque
L'Ombre de l'eunuque (titre original en catalan : L'ombra de l'eunuc) est un roman de Jaume Cabré traduit du catalan par Bernard Lesfargues et paru en 2006 aux éditions Christian Bourgois

## Résumé
Le temps d'un repas, le héros, Miquel Gensana, se remémore sa vie et y entrelace l'histoire tourmentée de sa famille, depuis la fin du XVIIe siècle jusqu'à la fin du règne de Franco, son propre parcours dans les turbulences de l'Espagne du XXe siècle, et plus généralement l'histoire de la Catalogne. Histoire d'une famille, de son ascension et de sa chute, le roman est aussi l'histoire des liens qui unissent Miquel Gensana, qui s'est détourné de la tradition familiale pour rejoindre la clandestinité et la lutte anti-franquiste, et un oncle, deuxième personnage important du roman, par qui se donne à lire la mémoire douloureuse de la famille Gensana.
Huitième roman de Jaume Cabré, L'ombre de l'eunuque inaugure une méditation sur des thèmes qui se retrouvent dans les ouvrages ultérieurs comme Les Voix du Pamano ou Confiteor : la question du mal, celle de la rédemption, le poids du passé, le rôle de la création artistique. Il y introduit également pour la première fois une structure narrative complexe, que l'auteur reprendra et amplifiera dans ses œuvres ultérieures, en mêlant et confondant les voix narratives, en mélangeant les points de vue et les techniques narratives, la fiction et l'histoire. À cela s'ajoute, depuis toujours présent et important, le thème de la musique:  L'Ombre de l'eunuque est ainsi construit sur le modèle du Concerto pour violon et orchestre, dit Concerto à la mémoire d'un ange, d'Alban Berg.
Jaume Cabré a défini ce roman comme un «exercice de lucidité»
Prix Ciutat de Barcelona, 1997,
Prix de la Crítica Serra d'Or, 1997,
Prix Lletra d'Or, 1997.

## Éditions
- L'Ombre de l'eunuque, Paris, éditions Christian Bourgois, 2006.